# ЧВК «ЕНОТ»
Частная военная компания (ЧВК) «ЕНОТ» (другие названия: Региона́льная обще́ственная организа́ция «Еди́ные наро́дные общи́нные това́рищества», «РОО Е.Н.О.Т.») — российское негосударственное вооружённое формирование. На Украине имеет статус террористической организации.
Компания принимала участие в боевых действиях на территории Украины, её участники обвинялись в совершении военных и гражданских преступлений на территориях России и Украины, в результате судебного преследования в 2019 году организация была распущена.

## История
Организация была создана в 2011 году, один из её основателей (Игорь Мангушев) (настоящая фамилия — Реймер, позывной «Берег»), в прошлом известный как православный активист и деятель «Лиги безопасного интернета», возглавлял тогда движение «Светлая Русь», а второй (Роман Теленкевич) возглавлял подмосковное отделение «Народного собора».
По словам главы организации «Народный собор» Владимира Хомякова, он «первый вывел на Украину Стрелкова» (тот работал тогда у Малофеева начальником охраны), также Хомяков выделил ему несколько человек сопровождения.
В начале 2014 года, по словам Хомякова, Мангушев поехал на Майдан, а «Еноты» участвовали в стычках в Крыму на перешейке совместно с казаками и «Беркутом». Руководитель украинского филиала «Народного собора» Игорь Друзь присоединился к Стрелкову в Славянске, став кем-то вроде министра пропаганды, а «ЕНОТ» стали сопровождать грузы из России на Донбасс.
В 2014 году на территории самопровозглашенной ЛНР «енотам» выдавали оружие, они его получали при заезде в республику, а при выезде сдавали в комендатуру. ЧВК действовала на территории ЛНР, участвовала в боях за Дебальцево, пересекалась с лидером ДШРГ «Русич» Алексеем Мильчаковым. После ухода Игоря Стрелкова с Донбасса «еноты» помогли ему провести его первую пресс-конференцию сразу по возвращении в Москву.
В 2016 году глава Республики Крым Сергей Аксенов объявил благодарность Роману Теленкевичу как члену Союза добровольцев Донбасса «за мужество и высокий патриотизм в защите конституционных прав и свобод жителей Крыма».
В том же году, после разрыва с «Союзом добровольцев Донбасса» и провала нескольких коммерческих проектов, Игорь Мангушев ушёл из «енотов». Кроме публичной работы, члены «ЕНОТ корп.» в тот период работали как помощники следователя ММСУТ (Московское межрегиональное следственное управление на транспорте Следственного комитета) и технические специалисты ФСБ РФ; они проводили обыски, рейды и экспертизу компьютерной техники, вплоть до начала ноября 2017 года, когда в отношении компании было возбуждено уголовное дело по факту контрабанды «айфонов» из США в Россию.
В период поиска финансов (в районе 2016—2019 годов) о «ЕНОТ корп.» появляется серия публикаций, в том числе в зарубежных СМИ, где организацию называют «частной военной компанией». Но «еноты» официально никогда не были в Сирии или Африке и вообще не работали на войне как наёмники. За всё это время компания не смогла найти себе покровителя или куратора, что привело к практически полному развалу организации.
В 2019 году Следственный комитет РФ начал судебное преследование участников организации. Роман Теленкевич и несколько её рядовых участников, действовавших на Востоке Украины, в Сирии и Крыму, обвинялись в бандитизме, вымогательствах, разбоях и кражах, причем, по версии следствия, «еноты» действовали по приказам своих предполагаемых кураторов из ФСБ. В тот же год, однако, суд освободил из-под стражи майора ФСБ Александра Мрищука, признав отсутствие доказательств события преступления и его причастности к созданию преступного сообщества «ЧВК „Енот“». Но в 2020 году Мрищук был повторно арестован.
В то же время Теленкевич принял решение о роспуске организации.

### После роспуска
В 2021 году суд в Туапсе приговорил идеолога и казначея ЧВК «ЕНОТ» Владимира Морозова к 10,5 годам колонии. По версии следствия, стать идеологом Морозову, вступившему в организацию в 2016 году, позволил опыт идеологической и воспитательной работы, а также знания в области религиозно-нравственных учений.
В марте 2022 года Роман Теленкевич был приговорён к 13 годам колонии.

#### Игорь Мангушев
Согласно расследованию «Новой газеты», Мангушев, будучи политтехнологом, связанным с агентством интернет-исследований, во время кампании выборов в Мосгордуму 2019 года подготовил провокацию, в ходе которой в нескольких квартирах были оборудованы «подпольные штабы по изготовлению фальшивых подписей за оппозицию» (в частности Любовь Соболь).
В начале российского вторжения на Украину Мангушев утверждал, что идея использовать символ Z в социальных сетях принадлежала ему «вместе с товарищами». Негативно отнёсся к методам, которыми государство распространяло символику, говоря, что его устраивает тоталитарная эстетика акций со студентами в униформе с Z, синхронно вскидывающими руку со сжатым кулаком.
В августе 2022 года, выступая в Донецке перед вооружёнными сепаратистами, Мангушев вынес на сцену человеческий череп, заявив, что это был череп убитого на «Азовстали» украинского военного и призывал «уничтожить всех, кто считает себя украинцами». Уполномоченный Верховной рады Украины по правам человека Дмитрий Лубинец обратился в ООН из-за демонстрации черепа на сцене.
В ночь с 3 на 4 февраля 2023 года Игорь Мангушев при неустановленных обстоятельствах получил тяжёлое пулевое ранение в голову, находясь в тылу в городе Стаханов, и скончался утром 8 февраля.